# 長洲港
長洲港（ながすこう）は、熊本県玉名郡長洲町にある地方港湾。熊本県が管理している。

## 概要

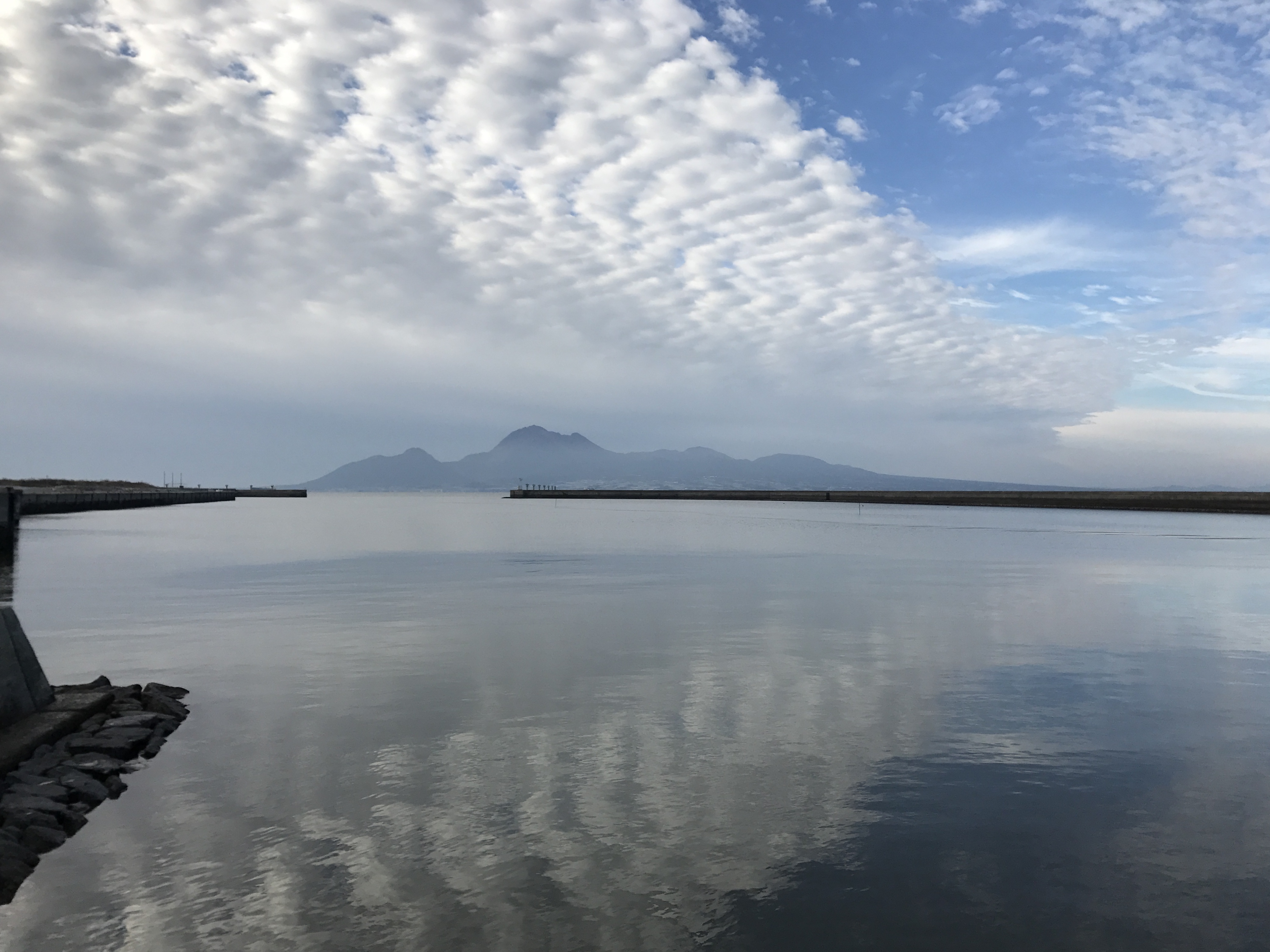
港内から望む有明海と雲仙岳

熊本県の北西部、有明海に面した港である。　1933年に防波堤などの整備に着手、1936年に指定港湾に編入された。その後、1953年9月30日に地方港湾として港湾区域が認可された。
1958年に熊本県と長崎県が有明海自動車航送船事業計画に基づいて有明海自動車航送船組合を設置、島原半島東岸の多比良港と当港を結ぶ有明フェリーの運航を開始した。有明海を横断して熊本と長崎を結ぶ短絡ルートとなっている。
1964年1月に新産業都市建設促進法に基づく新産業都市が指定され、当港は「不知火・有明・大牟田地区新産業都市」の主要港として整備された。臨海部には、ジャパンマリンユナイテッド有明事業所（旧・日立造船有明工場）、不二ライトメタル本社・西日本事業部、LIXIL有明工場などが立地しており、工業の集積が進んでいる。
2015年度の発着数は6,373隻（4,873,145総トン）、利用客数は914,953人（乗船428,095人、下船486,858人）である。

## 航路

### 有明フェリー
- 多比良港（長崎県雲仙市） - 長洲港

有明海自動車航送船組合が有明フェリーとして、通常期19往復、閑散期16往復を運航する。ゴールデンウィークなど繁忙期は特別ダイヤとして24往復まで増便されることがある。

## 港湾施設
- -7.5m岸壁（-5.5m暫定供用1バース）
- -5.5m岸壁（2バース）
- 物揚場（-3.0m×165m）
- 物揚場（-4.0m×153m）
- フェリー用可動橋2基
- 旅客待合所
- 野積場・荷捌地（32,360m2）

## アクセス
- JR九州鹿児島本線長洲駅

徒歩約20分またはタクシー利用。
- 産交バス「長洲港」バス停は2020年9月末をもって廃止された[3][4]。

過去には熊本と長崎を結ぶ特急バス「ありあけ号」が経由（バスを有明フェリーで航送）していたほか、熊本 - 大牟田間の快速バス「みいけ号」、普通便が荒尾（バスセンター）・玉名駅・新玉名駅方面に発着していた。